# Rembowski
Rembowski (Jelita Pruskie, Oszczepy Rembowskich, Rembowski Ia) – polski herb szlachecki, według Alfreda Znamierowskiego odmiana herbu Bełty. Herb używany był w Prusach Królewskich, oraz, być może na Kaszubach.

## Opis herbu
Opis z wykorzystaniem zasad blazonowania, zaproponowanych przez Alfreda Znamierowskiego:
W polu czerwonym (albo błękitnym) oszczep (albo rohatyna) srebrna, na niej dwie strzały w krzyż skośny, srebrne.
 Klejnot: dwa (lub jedno) skrzydła orle, czarne (także złote lub czerwone), jedno na drugim, w prawo.

## Najwcześniejsze wzmianki
Herb przytaczany przez Dachnowskiego (Herbarz szlachty Prus Królewskich), Niesieckiego, Ostrowskiego (Księga herbowa rodów polskich) i Chrząńskiego (Tablice odmian herbowych).

## Rodzina Rembowskich i Grabowskich
Rodzina pochodząca z Rębowa w Prusach Królewskich. Wywodzić ma się od nich kaszubska rodzina Grabowskich.

## Herbowni
Rembowski oraz pochodzący od tej rodziny Grabowski. Grabowscy omawiani nosili niekiedy przydomki Kiemlada lub Pupka oraz Jark. Tym Grabowskim powinno się przypisywać herby Kemlada bądź Grabowski IV. Nie jest niczym dziwnym na Kaszubach przypisywanie tej samej rodzinie różnych herbów.
Istnieli Grabowscy używający szeregu innych herbów. Pełna lista herbów Grabowskich dostępna w artykule Grabowski IV.